# Hoher Lindkogel
Der Hohe Lindkogel, auch Eisernes Tor oder Kalter Berg genannt, ist ein 834 m ü. A. hoher Ausflugsberg im südlichen Wienerwald und westlich von Baden bei Wien, im Gemeindegebiet von Alland und Bad Vöslau.

## Lage und Landschaft
Der Hohe Lindkogel beherrscht durch seine Höhe und Ausdehnung den östlichen Wienerwald-Rand zwischen Baden bei Wien und Bad Vöslau. Ausgedehnte Föhrenwälder bedecken seine breiten Flanken.
Am Gipfel steht das Schutzhaus Eisernes Tor des Österreichischen Touristenklubs mit dem 1856 erbauten Aussichtsturm Sina-Warte.

## Zum Namen
Der Name „Eisernes Tor“ soll gemäß einer Legende von einem „am höchsten Baum des Gipfels“ angebrachten „eisernen Türchen“ herrühren, hinter dem sich, gesichert, ein Heiligenbild befand und „zu welchem Wallfahrten gingen“.

## Sina-Warte
Der Bankier Simon Freiherr von Sina, der als Inhaber des Gutes Fahrafeld Waldbesitz auf dem Lindkogel hatte, ließ den 14 Meter hohen Turm bauen und schenkte ihn ein Jahr später dem Verschönerungskomitee der Stadt Baden mit der Verpflichtung, ihn für die Öffentlichkeit zugänglich zu halten. Erzherzog Albrecht, der Wege auf den Hohen Lindkogel hatte herstellen lassen und zu dessen Ehren daher der Gipfelbereich „Albrechtshöhe“ genannt wurde, erklärte sich bereit, die Kosten für die Instandhaltung des Aussichtsturms zu übernehmen. Die damit einhergehende Bezeichnung des Bauwerks als „Albrechtsturm“ hat sich jedoch historisch nicht bleibend durchzusetzen vermocht.
Die Sina-Warte trägt die Aufschrift:

„Dem Vergnügen des Publikums“

## Schutzhaus Eisernes Tor
Das auf dem Gipfel des Hohen Lindkogels befindliche und direkt an die Sina-Warte angebaute Schutzhaus wird vom ÖTK, Sektion Baden, betrieben. Bis auf eine mehrwöchige Urlaubssperre im Sommer ist das Schutzhaus ganzjährig geöffnet, wobei als Standard der Montag der Ruhetag ist. Von den zahlreichen Anstiegen zur Schutzhütte müssen bei denen aus dem Helenental die größten Höhenunterschiede überwunden werden (rd. 560 Höhenmeter).

### Geschichte
1883 wurde der bereits seit 1878 verfolgte, wegen der ablehnenden Haltung der Grundeigentümer schwer zu verwirklichende Plan eines Schutzhausbaus soweit konkret, als die Entscheidung getroffen war, das zu errichtende Gebäude „mittelst eines kleineren, niedrigen Anbaues“ mit dem Turm zu verbinden.  Die kommissionelle Bauverhandlung fand am 20. Juni 1883 statt; der Rohbau des Eisernen Thor-Schutzhauses wurde noch 1883 fertiggestellt, 1884 folgte der Innenausbau, und am 3. August 1884 wurde das Schutzhaus, unter Teilnahme von über 700 Personen, feierlich eröffnet.
1897 bestand das Vorhaben, von der von Baden nach Vöslau führenden Straßenbahnlinie, im Bereich der Haltestelle Goldeck abzweigend, eine „über die Waldandacht auf das Eiserne Thor“ führende Eisenbahntrasse zu bauen.
1904 fand die bis dahin größte Erweiterung des Schutzhauses statt (Eröffnung der Zubauten am 13. November 1904) und 1929 ein Pächterwechsel.

## Sender Raisenmarkt-Lindkogel
Rund 150 m nordwestlich des Gipfels befindet sich der Sender Raisenmarkt-Lindkogel, der von der Österreichische Rundfunksender GmbH & Co KG (ORS) betrieben wird. Er versorgt unter anderem die Orte Alland, Heiligenkreuz und Gaaden mit den Programmen des Österreichischen Rundfunks.

## Bildergalerie

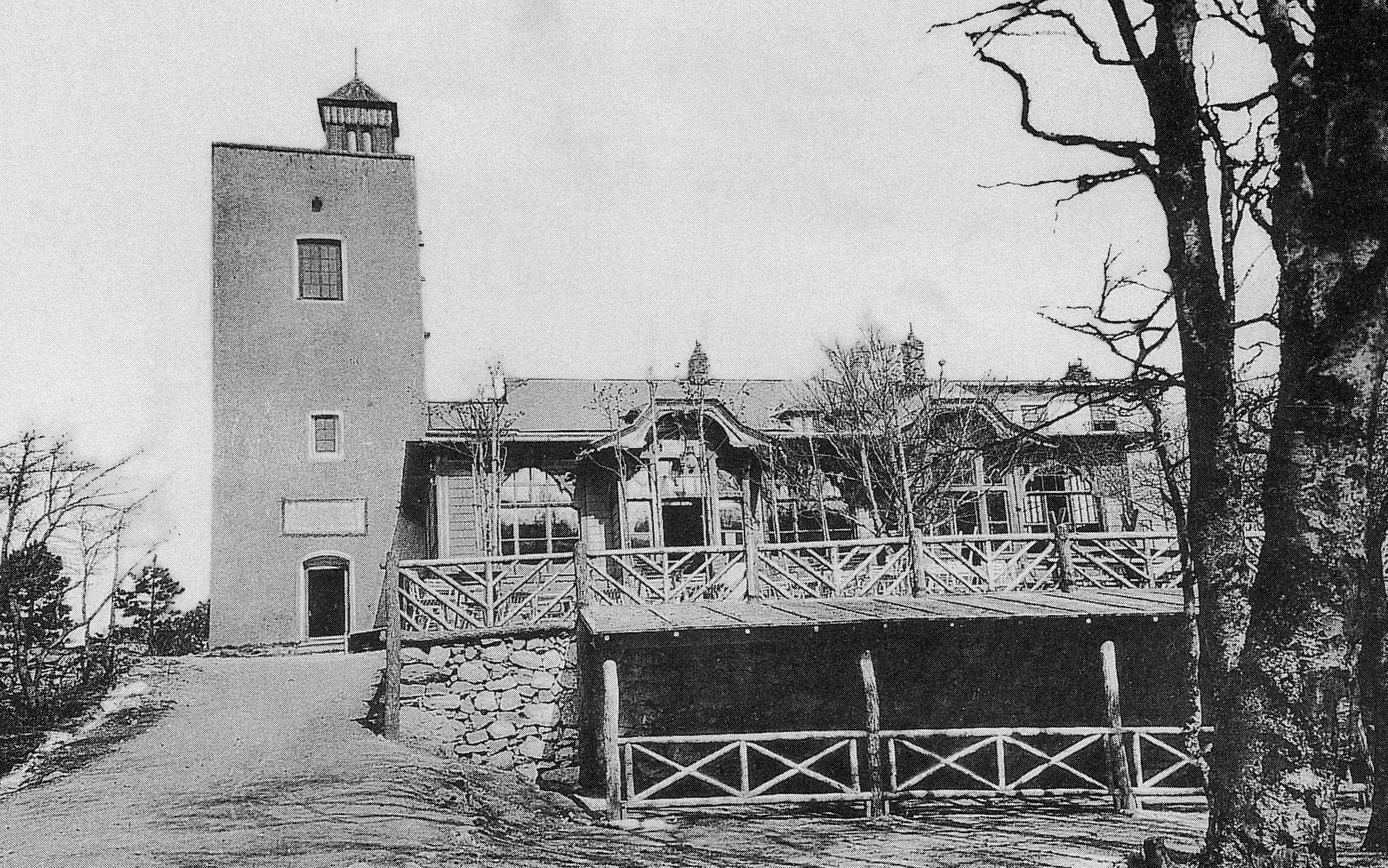
Schutzhaus Eisernes Tor und Sina-Warte (1910)
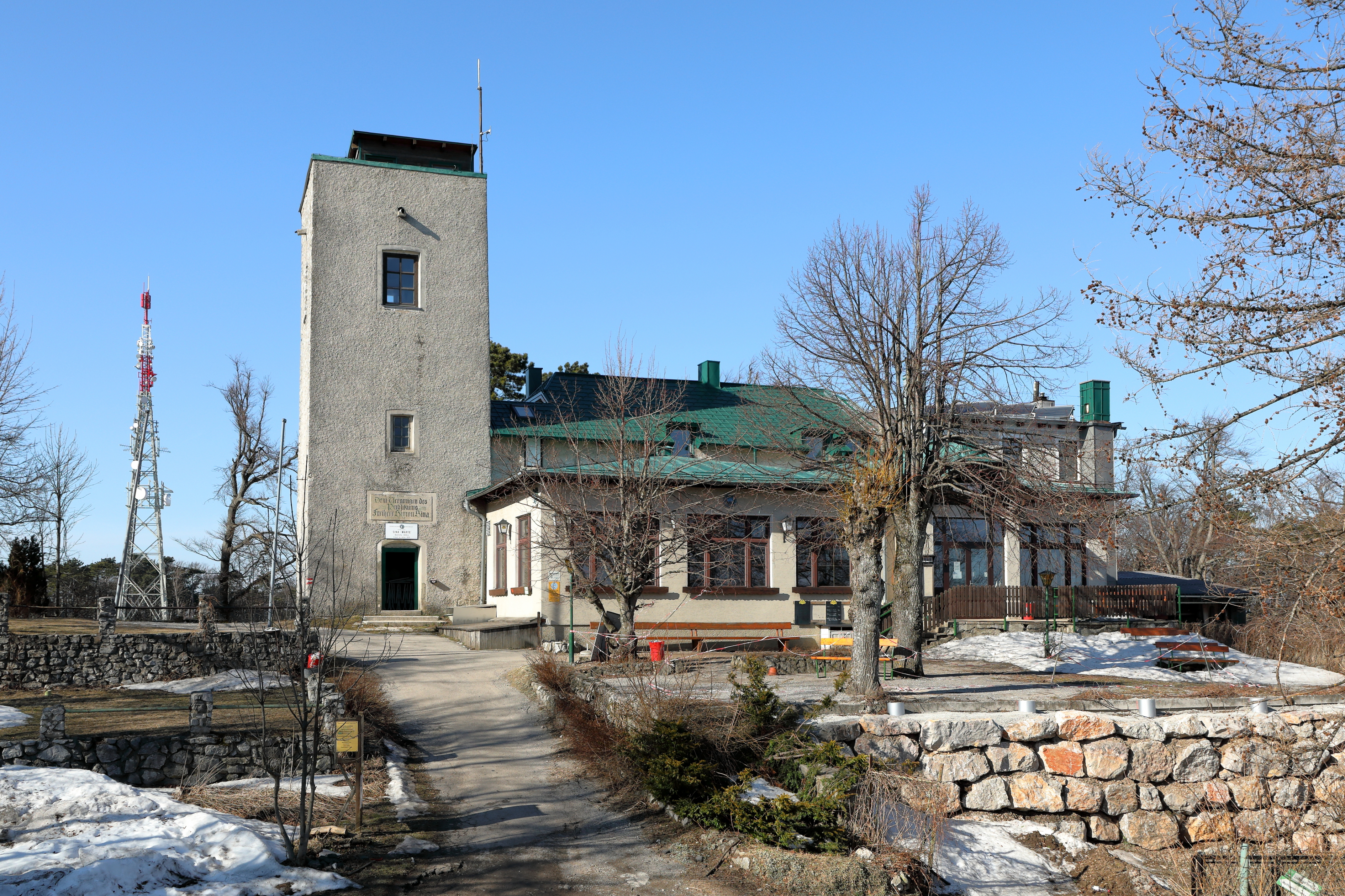
Schutzhaus Eisernes Tor und Sina-Warte (2019)
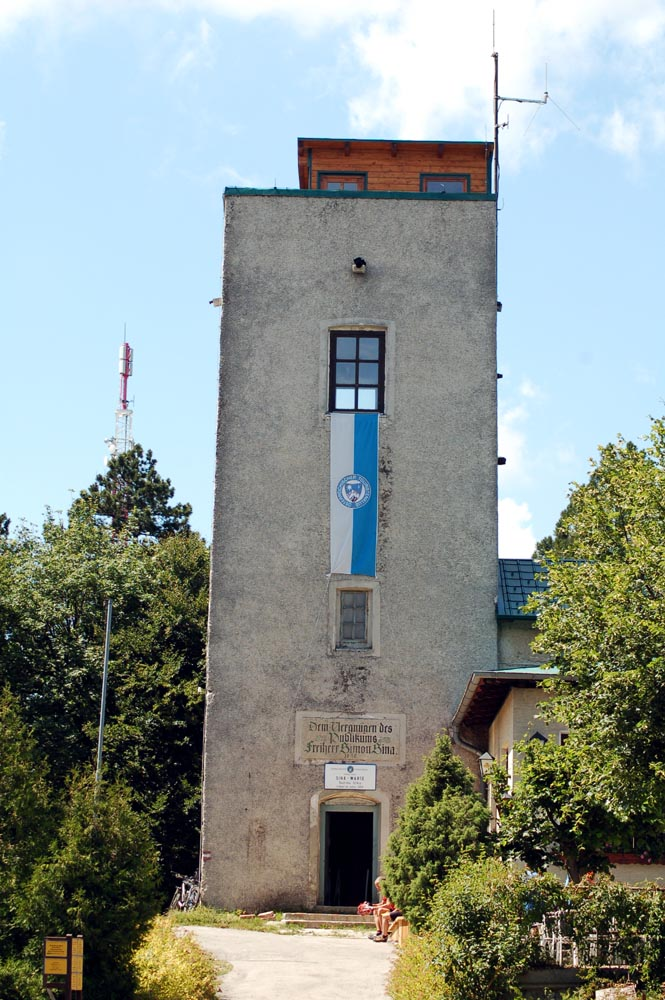
Sina-Warte mit der ÖTK-Fahne
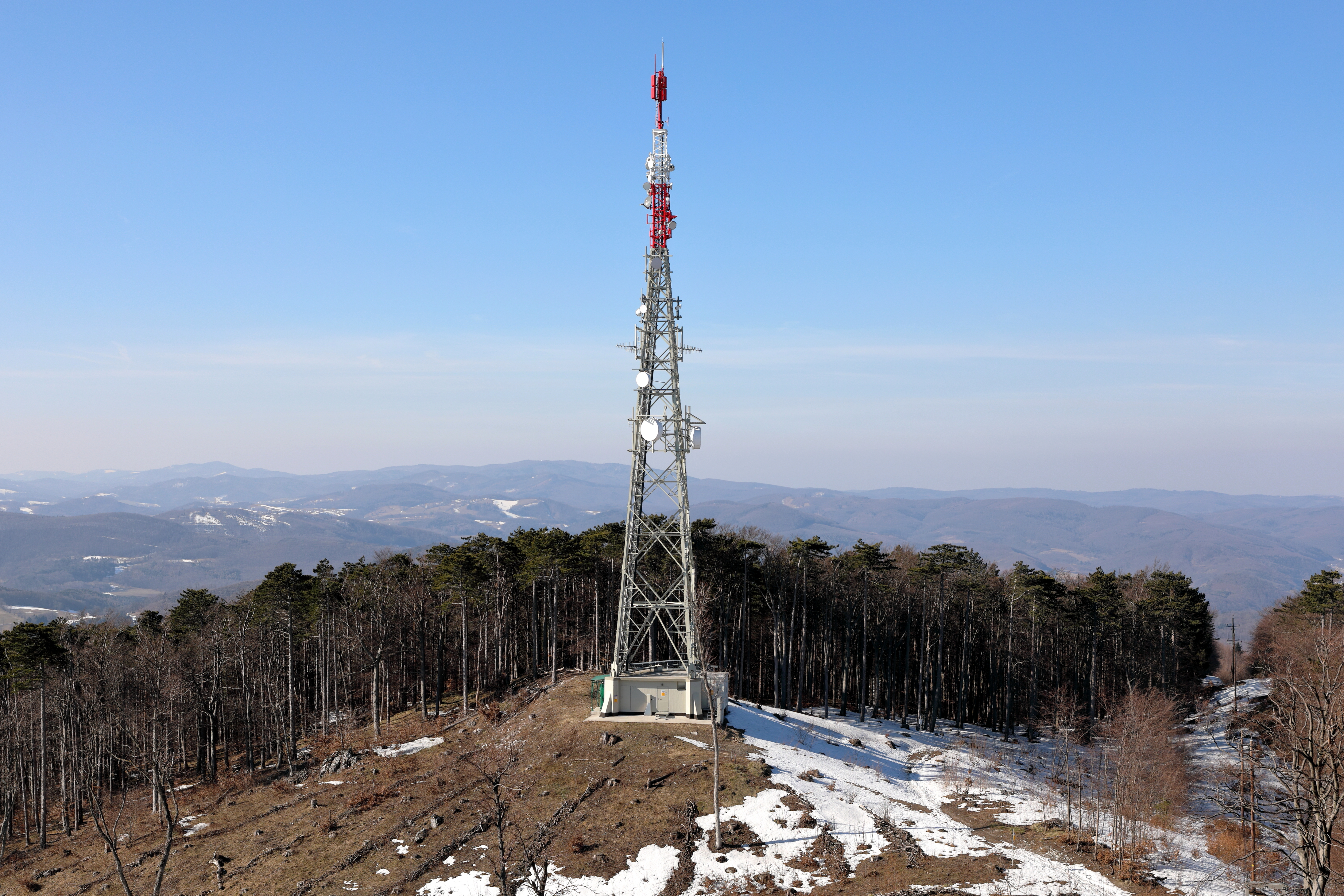
Sender Raisenmarkt-Lindkogel

## Straßen, Wege, Pisten
Im ersten Viertel des 20. Jahrhunderts unternahm die Stadt Baden gemeinsam mit der Sektion Baden des Deutschen und Österreichischen Alpenvereins (DÖAV) Rodungen zugunsten einer Schiabfahrt, die in der Folge Jahrzehnte Bestand hatte. Mitte der 1930er Jahre wurde von der höchsten Erhebung nordseitig eine neue, 600 Höhenmeter lange Abfahrtsstrecke angelegt, die im Helenental südlich des Dorfes Sattelbach endete; für das Erreichen des zehn Kilometer entfernt gelegenen Badener Südbahnhofs wurde ein Postautodienst angeboten.
Der wachsenden Popularität von Motorrad und Pkw ist deren Eroberung des Eisernen Tores 1929 zuzurechnen.
Im Winter wird die Zufahrtsstraße zum Schutzhaus gerne als präparierte Rodelbahn verwendet. Die Wanderung über die Forststraße dauert in etwa 1 bis 2 Stunden, die Abfahrt mit dem Schlitten 15 bis 30 Minuten.
Der Brennersteig ist eine gesicherte Felsenpassage und bietet so Wanderern und Trekkern alpine Umgebung im Wienerwald. Weiters führen zwei offizielle Mountainbike-Strecken auf das Eiserne Tor.